# الدوري المكسيكي الممتاز 1951-52
الدوري المكسيكي الممتاز 1951-52 (بالإسبانية: Primera División de México 1951-52)‏ هو الموسم 9 من الدوري المكسيكي الممتاز. أقيم خلال الفترة 22 يوليو 1951 وحتى 30 ديسمبر 1951، وأشرف على تنظيمه اتحاد المكسيك لكرة القدم، وكان عدد الأندية المشاركة فيه 12، وفاز فيه كلوب ليون.